# Secretaria General d'Universitats
La Secretaria General d'Universitats és una secretaria general espanyola depenent de la Secretaria d'Estat d'Universitats, Recerca, Desenvolupament i Innovació que exerceix les seves competències en l'àmbit de les Universitats.

## Història
La Secretaria General d'Universitats apareix per primera vegada en 2009, quan després de la reforma ministerial d'aquest mateix any, el President Zapatero traspassa les competències en educació superior del Ministeri de Ciència i Innovació al Ministeri d'Educació, perdent aquesta el rang de Secretaria d'Estat que havia mantingut fins ara i passant a ser una Secretaria General amb rang de Subsecretaria.
Es va mantenir amb dependència directa del Ministre fins a 2011, quan després del canvi de Govern, Mariano Rajoy decideix que depengui de la Secretaria d'Estat d'Educació, Formació Professional i Universitats. En 2018, Rajoy perd el Govern i l'arribada de Pedro Sánchez no canvia la situació, la Secretaria General es manté en aquest rang i depenent de l'actual Secretaria d'Estat d'Universitats, Recerca, Desenvolupament i Innovació. No obstant això, la novetat és el canvi de ministeri, doncs les competències en universitats tornen al Ministeri de Ciència, alguna cosa que no ocorria des de la pèrdua de la condició de Secretaria d'Estat del Ministeri de Ciència i Innovació.

## Funcions
Les funcions específiques de la Secretaria General es regulen en l'article 3 del Reial decret 865/2018, i són:
- El desenvolupament de la política universitària, en coordinació amb el Consell d'Universitats.
- L'ordenació, programació i gestió de les actuacions que competeixen a l'Administració General de l'Estat en matèria de ensenyament superior universitari.
- La coordinació de les relacions amb les Comunitats Autònomes en matèria universitària, a través de la Conferència General de Política Universitària.
- L'elaboració de les propostes de disposicions generals en les matèries de la seva competència, així com les relacions i consultes amb les Comunitats Autònomes, les universitats i les persones físiques i jurídiques interessades durant la seva tramitació.
- La promoció de la col·laboració en l'àmbit de la recerca científica, el desenvolupament i la innovació tecnològica de les universitats amb altres organismes públics i privats de recerca i innovació, en coordinació amb la Secretaria General de Coordinació de Política Científica.
- La planificació, coordinació i avaluació de les línies d'actuació dels programes en matèria universitària.
- L'ordenació de la ensenyament universitari, així com la preparació de les normes de competència de l'Administració General de l'Estat relatives a l'ensenyament universitari i a l'accés i admissió a la universitat.
- El desenvolupament de l'Espai Europeu d'Educació Superior i l'impuls de les accions necessàries per a l'adaptació dels títols universitaris.
- L'establiment de les condicions i requisits per a la verificació i acreditació de títols oficials universitaris espanyols, grau, màster i doctorat, i per a la seva inscripció en el Registre d'Universitats, Centres i Títols, a què es refereix la disposició addicional vintena de la Llei Orgànica 6/2001, de 21 de desembre, així com la tramitació i impuls dels corresponents procediments de verificació i acreditació.
- Les que corresponguin a l'Administració General de l'Estat respecte del règim del professorat universitari i la seva acreditació, així com en matèria de retribucions del professorat universitari, i el foment i promoció de la qualitat de l'activitat docent.
- L'establiment de les directrius per a l'expedició de títols oficials universitaris, de postgrau i equivalents, la seva corresponent inscripció en el Registre Nacional de Títols i la seva gestió i custòdia.
- El reconeixement de títols i qualificacions estrangeres d'educació superior universitària, de postgrau i equivalents i les funcions que corresponguin al departament en relació amb l'aplicació de la normativa pròpia del reconeixement de títols, a l'efecte de l'exercici del dret d'establiment i lliure prestació de serveis, i en matèria de qualificacions professionals a conseqüència de la transposició de la normativa de la Unió Europea en aquest àmbit.
- Les que corresponguin al departament respecte de la formació d'especialistes en ciències de la salut, les relacions amb les institucions sanitàries i la concessió i expedició de títols espanyols d'especialitats en ciències de la salut.
- Les que corresponguin a l'Administració General de l'Estat sobre la declaració d'equivalència, el reconeixement i l'homologació d'altres títols universitaris propis respecte dels oficials, així com el reconeixement a efectes civils dels títols de les Universitats de l'Església Catòlica de conformitat amb l'establert en la normativa de desenvolupament dels Acords entre l'Estat espanyol i la Santa Seu.
- La programació, coordinació i gestió administrativa i economicofinancera dels programes d'ajudes per a la formació, mobilitat, perfeccionament i actualització de coneixements en postgrau, doctorat i postdoctorat.
- El disseny i gestió administrativa i economicofinancera dels programes de préstecs universitaris dirigits a estudiants universitaris per finançar el cost dels estudis.
- La programació, coordinació i gestió administrativa i economicofinancera dels programes d'ajudes per a la formació, mobilitat, perfeccionament i actualització de coneixements del personal docent i investigador universitari i del personal d'administració i serveis universitari.
- La planificació, implementació, dinamització i gestió dels programes destinats a l'ordenació, modernització i potenciació d'estructures de gestió i infraestructures universitàries que afavoreixin la consolidació institucional de les Universitats.
- La implantació d'un sistema d'atenció integral als estudiants i titulats universitaris en el marc de l'Espai Europeu d'Educació Superior que respongui a les seves necessitats i demandes en el nou context educatiu i social.
- La planificació, direcció i gestió dels programes educatius amb l'exterior en l'àmbit de l'educació superior universitària.
- La promoció de la mobilitat d'estudiants en l'àmbit de la Unió Europea mitjançant el disseny, planificació i, si escau, gestió de programes d'acció de caràcter nacional o la participació en el disseny i planificació de programes d'acció europeus, a través de l'organisme autònom Servei Espanyol per a la Internacionalització de l'Educació (SEPIE).
- La promoció de la mobilitat en l'àmbit internacional extracomunitari dels estudiants i titulats universitaris en coordinació amb altres organismes i institucions especialitzades, a través de l'organisme autònom Servei Español per a la Internacionalització de l'Educació (SEPIE).
- La promoció de programes d'atenció especialitzada destinats a estudiants.
- La gestió administrativa i economicofinancera d'altres ajudes específiques en l'àmbit universitari no sotmeses al sistema estatal de beques i ajudes a l'estudi.
- El desenvolupament i gestió del Sistema Integrat d'Informació Universitària per a l'avaluació i seguiment del Sistema Universitari Espanyol així com l'impuls de les activitats en aquest àmbit, tot això sense perjudici de les competències d'altres òrgans directius del departament.
- L'elaboració, foment i difusió d'estudis, enquestes, informes, indicadors i estadístiques relatius al sistema universitari sense perjudici de la coordinació d'altres òrgans directius del departament en la matèria.
- La realització d'activitats i informes de seguiment i avaluació del Sistema Universitari, de les seves estratègies, plans i programes, sense perjudici de la coordinació d'altres òrgans directius del departament en la matèria, així com l'elaboració i el foment d'estudis i informes sobre les activitats docents, investigadores, de transferència de coneixement de les Universitats i d'innovació i millora de la qualitat de l'educació universitària.

## Estructura
De la Secretaria General depenen els següents òrgans:
- Gabinet Tècnic de la Secretaria General.
- Subdirecció General d'Ordenació, Seguiment i Gestió dels Ensenyaments Universitaris.
- Subdirecció General de Títols.
- Subdirecció General de Formació del Professorat Universitari, Programació i Atenció a l'Estudiant.

## Llista de secretaris generals
- José Manuel Pingarrón Carrazón (2018-)[2]
- Jorge Sáinz González (2015-2018)
- Juan María Vázquez Rojas (2015)
- Federico Morán Abad (2012-2015)
- María Amparo Camarero Olivas (2012)
- Màrius Rubiralta i Alcañiz (2009-2012)[3]

### Organismes adscrits
- Col·legi d'Espanya a París
- Universitat Internacional Menéndez Pelayo
- Universitat Nacional d'Educació a Distància
- Agència Nacional d'Avaluació de la Qualitat i Acreditació
- Servei Espanyol per a la Internacionalització de l'Educació